# Polkowo (województwo podlaskie)
Polkowo – wieś w Polsce położona w województwie podlaskim, w powiecie augustowskim, w gminie Sztabin. Leży nad Kanałem Augustowskim.
W latach 1975–1998 miejscowość położona była w województwie suwalskim.